# Аполлон Понту
«Аполлон Понту» (греч. Απόλλων Πόντου) — греческий футбольный клуб из Поликастрона.
Ранее, до разделения клуба в 2017 году[уточнить], представял район Каламарья на юге Салоник и назывался «Аполлон Каламарья» (греч. Απόλλων Καλαμαριάς).

## История
В сезонах 2004/05—2007/08 команда «Аполлон Каламарья» играла в высшем дивизионе Греции.
Клуб был отстранён от участия в соревнованиях Второго дивизиона сезона 2009/10 из-за чрезмерных долгов. На этот сезон он был лишён профессионального статуса и принял участие в группе 2 Региональных соревнований.
В сезонах 2011/12 и 2012/13 команда «Аполлон Каламарья» играла в Футбольной лиге 2, следующие два сезона провела в Футбольной лиге, сезоны 2015/16 и 2016/17 — в лиге Гамма Этники (в сезоне 2016/17 заняла 1-е место).
«Аполлон Понту» получил место «Аполлона Каламарьи» в Футбольной лиге 2017/18.

## Титулы и награды
- Второй дивизион: 3
  - 1972/73, 1982/83, 1991/92
- Третий дивизион: 4
  -     - 1ё975/76, 1979/80, 2012/13, 2016/17
- Чемпионат ЕПСМ: 2
  - 1957/58, 1975/76